# 叠山书院
28°24′16″N 117°26′02″E / 28.40444°N 117.43389°E
叠山书院位于中国江西省弋阳县弋江镇望江路，已被列为江西省文物保护单位。
叠山书院是为纪念谢枋得（号叠山）而建，始建于元延佑五年（1318年），后毁于火，明天启年间重建。书院包括讲堂、望江楼、文昌阁、桂花园四部分，占地7200平方米，建筑面积2790平方米。光绪二十八年（1902年）叠山书院改为弋阳县高等小学，民国期间又改为县立初级中学，1916年到1919年期间，方志敏、邵式平等曾在此处求学。中华人民共和国成立后，先后作为县委党校、弋江镇中学、弋阳县二中(今志敏中学)。1995年后作为专门的文物旅游景点并加以维修。